# Stephen Crabb
Stephen Crabb, född 20 januari 1973 i Inverness, är en brittisk konservativ politiker. Sedan 2005 representerar han valkretsen Preseli Pembrokeshire i underhuset. Han var Storbritanniens minister för Wales 2014–2016. Därefter tjänstgjorde han som arbets- och pensionsminister från mars till juli 2016.